# Herbert Zipper
Herbert Zipper (Viena, Àustria, 24 d'abril de 1904 - Santa Monica, Califòrnia, EUA, 21 d'abril de 1997) va ser un compositor internacional, director i activista artístic. Durant el seu empresonament al camp de concentració de Dachau va formar un orquestra amb altres presos construint els instruments amb fusta robada. Juntament amb un amic va compondre Dachaulied (Cançó de Dachau), ensenyada posteriorment als altres presoners. Alliberat el 1939, va acceptar una invitació per dirigir l'Orquestra Simfònica de Manila. Fou empresonat durant quatre mesos pels japonesos durant la invasió de les Filipines, després del seu alliberament va treballar en secret per als Aliats, passant informació militar important als nord-americans. Després de la Segona Guerra Mundial va emigrar als Estats Units el 1946, on va dirigir l'Orquestra Simfònica de Brooklyn i va promoure l'educació musical.

## Primers anys
De família jueva, el seu pare, enginyer i inventor, era fill d'un cantant i la seva mare era filla d'un rabí. No obstant això, els seus pares van criar a Zipper i als seus germans en un entorn bàsicament laic i s'identificaven més com a vienesos que com a jueus. Els pares de Zipper adoraven la música i per això els seus fills van rebre una àmplia educació musical.
Herbert Zipper va estudiar a l'Acadèmia de Música Vienesa entre 1923 i 1928 amb Maurice Ravel i Richard Strauss. Durant aquests anys es va alternar amb molts escriptors i artistes de l'època. El 1930 va acceptar un lloc de treball a Düsseldorf, on va viure i va fer classes durant diversos anys. Quan els nazis van arribar al poder l'any 1933, Zipper va decidir tornar a Viena i estar amb la seva família amb l'esperança d'escapar de la influència del nazisme a la capital austríaca. Ja a Viena va intentar subsistir econòmicament component per a teatres clandestins que havien estat prohibits pel nou govern. En aquesta etapa de la seva carrera es va fer amic de molts artistes i músics d'esquerres, com per exemple Jura Soyfer. Quan les tropes alemanyes van arribar el març de 1938, ell i la seva família van començar a fer plans per anar-se'n, però en aquell moment era bastant complicat aconseguir tots els documents necessaris.

## Presó
Zipper va ser capturat per la policia austríaca el 27 de maig de 1938 al costat de dos dels seus germans. Després d'estar tancat a la presó durant dos dies, ell i altres vint més (inclosos els seus dos germans) van ser traslladats al camp de concentració de Dachau. Aquest trasllat va ser brutal i va marcar un canvi a la seva vida, ja que va estar marcat per cops, humiliacions i privació de menjar i aigua. Durant aquesta època la música per Zipper va ser una gran font d'inspiració i resistència. Les SS forçaven als presoners a cantar per obligació i quan li forçaven a ell, cantava la “Ode to joy” (“Oda a l'alegria”) per intentar animar a la resta de presoners.
En arribar a Dachau li van assignar la tasca de “cavall de càrrega”, la qual cosa consistia  a arrossegar camions de ciment pel camp. L'avantatge era que mentre treballava podia parlar amb altres presoners i això li va permetre retrobar-se amb Jura Soyfer. En reflexionar sobre el temps que va passar en Dachau i sobre aquesta esgotadora tasca, va dir: “Podia suportar el fet de carregar borses de ciment de cent quilos sobre la meva esquena, però el que no podia suportar era que robessin la meva vida”. Aquest desig que tenia per mantenir una lleu semblança amb la vida real li va conduir a recitar poesia per a altres presoners. També va conèixer a altres músics jueus i va convèncer a alguns fusters perquè construïssin instruments de corda il·legalment amb fusta robada. A principis de juliol de 1938 Zipper ja havia reunit 14 músics i va començar a donar concerts els diumenges a la tarda. En aquests concerts els músics tocaven obres clàssiques conegudes i també obres que componia el mateix Zipper a les tardes, després del dur dia de treball.
Zipper també va compondre cançons i poemes amb Soyfer. Un dia li va suggerir a Soyfer que compongués un poema basat en el conegut eslògan del camp “Arbeit macht Frei” (“El treball t'alliberarà”). Zipper va memoritzar el poema que Soyfer li va recitar uns dies després, va compondre la música en el seu cap i la hi va cantar a uns presoners músics. Aquesta cançó es va conèixer com a “Dachaulied” i els músics la van difondre ràpidament per tot el camp, on el seu esperit marcial i lletra rebel la van convertir en una cançó extremadament popular.
El setembre del 1938 Zipper va ser traslladat a Buchenwald perquè en el Dachau hi havia superpoblació. En aquest moment la seva família havia aconseguit escapar a París, on van lluitar desesperadament per obtenir el seu alliberament i la dels seus germans. Al febrer de 1939 els van informar que anaven a ser alliberats i després de passar per Viena, van viatjar a París per retrobar-se amb la seva família.

## Filipines
El 3 de maig de 1939, Zipper va rebre una invitació per ser el fundador i director de l'Orquestra Simfònica de Manila. La seva núvia, la reconeguda ballarina Trudl Dubsky, portava treballant a Manila des de 1937 i va recomanar a Zipper per al lloc de treball. Zipper va acceptar i es va retrobar amb Trudl a Manila, on es van casar l'1 d'octubre de 1939. Mentre estava allí, va aconseguir obtenir diversos visats dels Estats Units per a la seva família.
Japó va envair Filipines el 1941 i Zipper va ser arrestat per la seva amistat amb els nord-americans de Manila. Després de quatre mesos d'estada a la presó, va ser alliberat per formar part d'una orquestra que col·laboraria amb la propaganda japonesa. Va aconseguir posposar deliberadament la formació d'aquesta orquestra i en el seu lloc es va unir a la resistència clandestina i li passava informació militar important als nord-americans.
La ciutat va ser alliberada al febrer de 1945 però va anar totalment destruïda per les tropes japoneses durant la seva fugida. Alguns dels edificis en els quals van viure els Zipper van ser derrocats per l'artilleria japonesa. En resposta a la destrucció que ho envoltava i amb l'ajuda d'amics com la dona del General MacArthur, Zipper va decidir reorganitzar l'Orquestra Simfònica de Manila. A pesar que molts músics estaven morts, ferits o malalts, va descobrir que la majoria d'ells estaven desitjosos per unir-se de nou a l'orquestra. Les entrades per al primer concert, el 10 de maig de 1945, es van esgotar immediatament. Van tocar la simfonia “Eroica” de Beethoven i la simfonia Del Nou Món de Dvoràk.

## Estats Units
Al març de 1946 Herbert i la seva dona van decidir reunir-se amb la seva família als Estats Units. La raó principal del viatge va ser la necessitat de recaptar fons per al Programa de Rehabilitació Cultural de les Filipines, el qual hi havia cofundat. Als pocs mesos de la seva estada als Estats Units va rebre la notícia que el Programa s'havia suspès. En estancar-se aquest projecte, Zipper va observar que hi havia un gran dèficit a l'educació artística dels Estats Units i es va embarcar en el que va anar la gran obra de la seva vida: ajudar a formar programes artístics comunitaris.
El 1947 li van oferir un lloc de professor a la New School for Social Research (Nova Escola de Recerca Social) a Nova York, la qual havia estat fundada per Alvin Johnson el 1918 com un dels primers centres d'educació per a adults al país. Durant les següents dècades Zipper es va dedicar a obrir molts centres d'art per tot el país. També va contribuir a la recuperació de l'Orquestra Simfònica de Brooklyn, la qual s'havia dissolt quan el seu director, Sir Thomas Beecham, havia tornat a Anglaterra. Li van encarregar dirigir l'orquestra i va aprofitar aquest lloc per estendre la seva escola i defensar la igualtat racial, la justícia social i les causes ambientals.
Herbert Zipper va continuar treballant com a director de diverses orquestres, compositor i docent fins als seus últims dies, donant especial importància a l'educació musical. Va morir el 21 d'abril de 1997 a Califòrnia, a l'edat de 92 anys.
El documental nominat als Óscar “Never Give Up: The 20th Century Odyssey of Herbert Zipper” relata les seves vivències.